# Rioca
Rioca (cyr. Риоца) – wieś w Bośni i Hercegowinie, w Republice Serbskiej, w gminie Bileća. W 2013 roku liczyła 21 mieszkańców.